# Manuel de Pedrolo

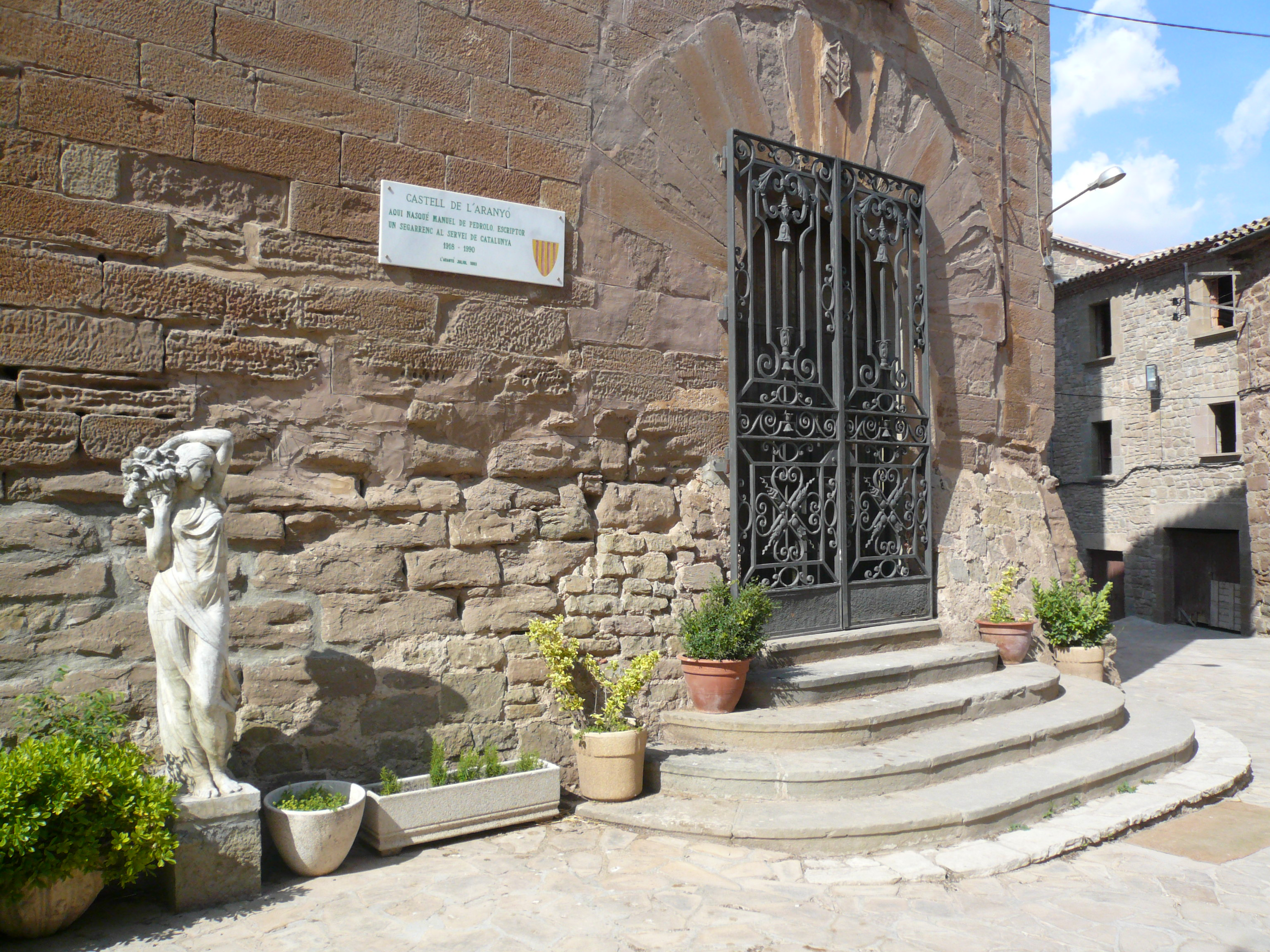
Castillo donde nació Manuel de Pedrolo

Manuel de Pedrolo Molina (Arañó, Els Plans de Sió, Lérida, 1 de abril de 1918-Barcelona, 26 de junio de 1990) fue un escritor español que escribió en lengua catalana. Su obra ha sido traducida a más de veinte idiomas.

## Biografía
Nacido en 1918 en Arañó (Segarra), pasó su infancia y adolescencia en la localidad catalana de Tárrega y en 1935 se trasladó a Barcelona.
Durante la guerra civil española se afilió a la CNT-FAI e hizo de maestro en la población de Fígols. Perteneció a la rama de artillería del Ejército Popular Republicano y estuvo en los frentes de Falset, Figueras.
En 1949 publicó su primer libro, la obra Ésser en el món (Ser en el mundo), un poemario. De 1953 data su primera novela, Es vessa una sang fàcil. En 1954 obtuvo el premio Joanot Martorell, lo que consolidó su posición como uno de los valores más sólidos, a la vez que más prolíficos, de la novelística catalana actual; y más tarde el Premio Mercè Rodoreda de cuentos y narraciones por Crèdits humans.
Pedrolo ensayó toda suerte de innovaciones en sus novelas. Sea cual sea el tema, refleja un fuerte realismo, que aborda la aventura del hombre sujeto a su condición humana, con todas las contradicciones que eso implica. Practicó también en otros géneros, en especial el cuento y el teatro. Su obra más conocida es la novela de ciencia ficción Mecanoscrito del segundo origen, que fue llevada a la televisión por la cadena autonómica TV3 mediante una serie, que tuvo gran éxito. Pedrolo también fue un importante escritor de novela negra.
Su obra fue censurada durante décadas aduciendo los siguientes criterios: catalanismo, opiniones políticas, religión, moral sexual y lenguaje indecoroso. En marzo de 1972 fue juzgado en Barcelona a puerta cerrada, en relación con unas escenas calificadas de inmorales en su novela Amor fora ciutat, motivo por el cual ya había sido retirada de la circulación en 1970. Finalmente fue absuelto y la obra autorizada.
En 1979 recibió el Premio de Honor de las Letras Catalanas.
Falleció en Barcelona el 26 de junio de 1990, víctima de cáncer.